# Anahuir
Anahuir (en valenciano Annauir) es una pedanía de Játiva (Valencia, España). Está encajada entre la falda oriental de la sierra Vernissa y la margen derecha del río Cáñoles, a 131 m s. n. m. Su término pedáneo es de unas 89 ha.

## Toponimia
El topónimo proviene, según Joan Coromines, del árabe النواعير (an-nawāʿīr), «norias» y según Asín Palacios de النحوي (an-naḥwī), «el apartado». Su representación escrita ha sido confusa a lo largo de los siglos: Anahuir, Anouir, Annahuir, Annagüir, Anohuir, Anuir (como municipio independiente), etc. En 1966 el profesor Manuel Sanchis Guarner propuso la grafía Annauir como la más correcta etimológicamente, habiendo sido esta la más extendida desde entonces en valenciano.

## Geografía
El poblado, situado junto a la acequia de la Vila, está compuesto por una calle (del Sol), por la que entra el camino viejo de Játiva, a la derecha de la cual se abre la plaza de la Constitución. Esta tiene ahora dos entrada, aunque la calle de la iglesia es relativamente reciente. De la existencia de la calle única da fe el dicho Annauir, per on entres has d'eixir ("Anahuir, por donde entras tienes que salir").

## Historia

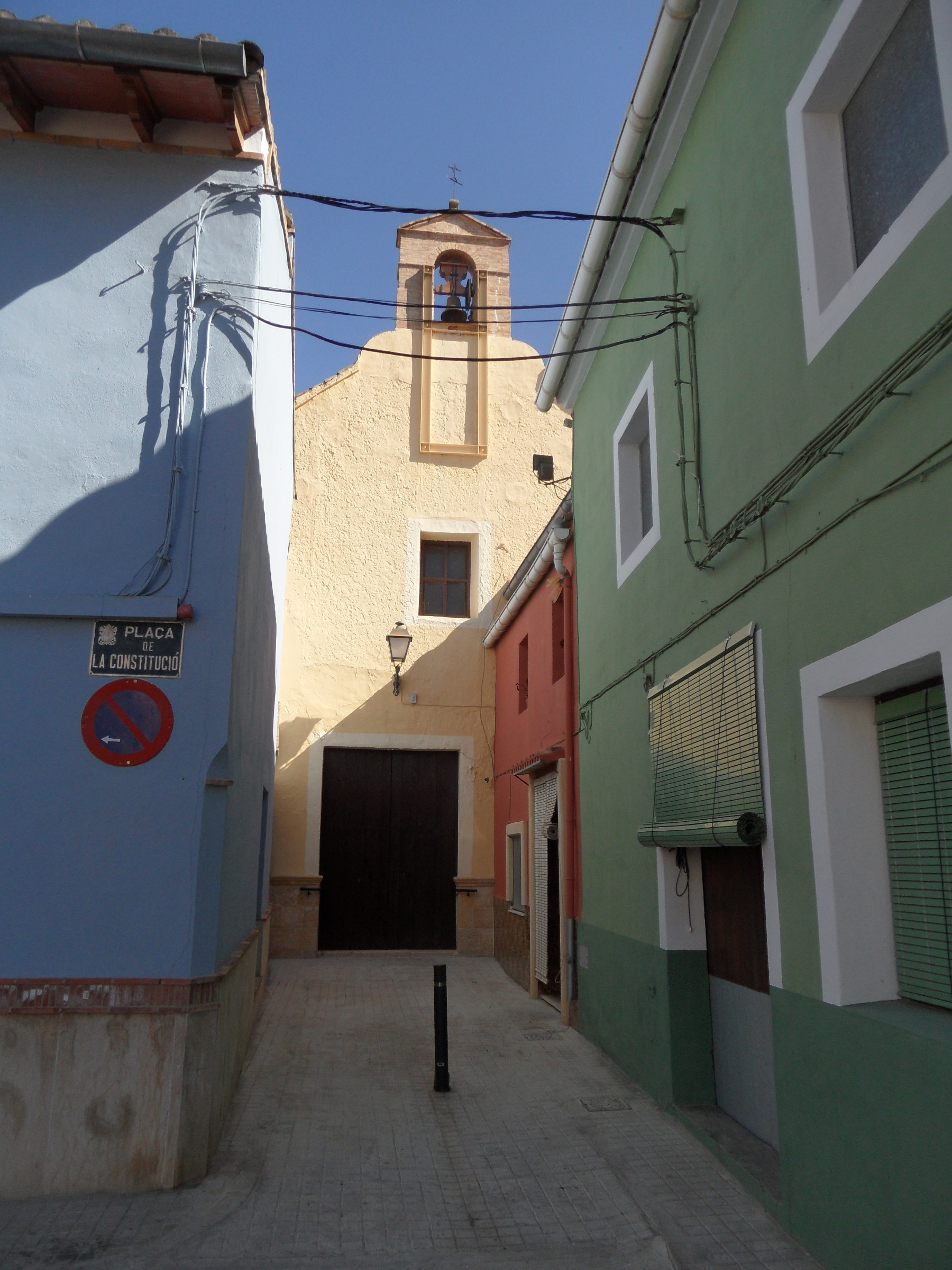
Iglesia de los Ángeles.

El origen de Anahuir está en una pequeña alquería andalusí. Fue posteriormente lugar de moriscos y contaba con 15 familias (unos 60 hab.) en el momento de la expulsión. Al quedar despoblado, el señor territorial dio carta puebla en 1611 a favor de otros quince nuevos colonos, y en torno a este número de vecinos se mantuvo hasta bien entrado el siglo XVIII, en que empezó a crecer, sumando 105 habitantes en 1787, cuando era propiedad de Vicente León. Tras la abolición de los señoríos fue erigido en municipio independiente, pero en 1883 fue agregado definitivamente al término de Játiva. En el Diccionario de Madoz (1845-1850) aparece una extensa descripción de Anahuir:

ANAHUIR (también se llama Annahir y Annaguir: l[ugar] con ayunt[amiento] en la prov[incia] [...] de Valencia (8 1/2 leg[uas]), part[ido] jud[icial] de Játiva (1/4 de hora): sit[uado] en lo mas hondo de la vega de esta c[iudad] á la orilla der[echa] de la rambla de montesa, y en la parte set[entrional] de la elevada sierra de Bernisa, [de la que] dist[a] 8 mintuos [...] hácia el N., [se descubre] la dilatada y risueña vega de Játiva, y porcion de pobl[aciones] diseminadas en aquella direccion y en al del E. [...] Tiene 16 casas de mala fáb[rica] y desagradable aspecto, escepto la del señor terr[itorial], distribuidas en dos calles y una plaza bastante reducida; una igl[esia] parr[oquial] aneja de la de Novelé, cuyo edificio también es poco capaz y de esterior mezquino, y un pósito; al No., en parage ventilado, se halla el cementerio. Confina el térm[ino] con los de Játiva, Novelé, Ayacor y Torre de los Frailes, y tiene de estension 1/4 de leg[ua] en cuadro. El terreno es de buena calidad, y se encuentra bien cultivado: le fertilizan las aguas de la acequia, llamada de la Villa [...]; lo hab[itantes] de este pueblo también las aprovechan para su consumo doméstico, por ser de buena calidad, ó por que carecen de otras mas próximas: Prod[uce]: trigo, maiz, lentejas, seda, nabos, vino, hortaliza y frutas; cria ganado lanar y cabrio, y el mular y asnal preciso para la labranza. Pobl[ación]: 36 vec[inos], 105 alm[as] [...] Antes de la extincion de los señ[oríos] perteneció el de este pueblo á D. Vicente Leon de Valencia, el cual, si bien perdió sus derechos de enfitéusis y de percepcion de frutos, conserva en él algunas fincas de propiedad particular.
Diccionario de Madoz

## Demografía
| Gráfica de evolución demográfica de Anahuir entre 1842 y 1877 |
| |
| Población de derecho según los censos de población del INE Población de hecho según los censos de población del INEEn 1887 este municipio desaparece porque se integra en el municipio Jativa |

La población de Anahuir, restituida tras la expulsión de los moriscos, se mantuvo bastante estable en torno a los 15 vecinos hasta mediados del siglo XVIII, entonces aumentó a buen ritmo hasta alcanzar los 172 en 1857, época en que era un municipio independiente. Hacia el año 1885 se produjo un descenso poblacional debido a la epidemia de cólera (véase: Pandemias de cólera en España), que luego se recuperó. Desde mediados de la década de 1950 el éxodo rural ha tenido un papel muy importante en la progresiva disminución demográfica.
| Población | 50~ (11) | 68~ (15) | 68~ (15) | 68~ (15) | 68~ (15) | 115 | 105 | 95~ (21) | 172 | 157 | 167 | 149 | 171 | 149 | 179 | 174 | 145 | 111 | 91 | 77 | 82 | 83 | 144 |

## Patrimonio
- Iglesia de la Virgen de los Ángeles (Església de la Mare de Déu dels Àngels):[6] De reducidas dimensiones, data del siglo XVI. Es de planta cuadrada y está cubierta por una bóveda de cañón reforzada por tres arcos fajones. Tiene dos capillas laterales y ábside, encontrándose la sacristía tras el altar mayor.
- Palacio señorial (Palau senyorial): Perteneció a la familia Sanç de Játiva, quedando en la actualidad sólo un torreón integrado entre las viviendas.[6]